# Курбатов, Валентин Яковлевич
Валенти́н Я́ковлевич Курба́тов (29 сентября 1939, Куйбышевская область — 6 марта 2021, Псков) — советский и российский литературный критик, литературовед, прозаик, член жюри литературной премии «Ясная Поляна», член Союза писателей России. Член Общественной палаты России (2010—2014). Член Президентского Совета по культуре. Лауреат Государственной премии Российской Федерации (2020).

## Биография
Родился 29 сентября 1939 года в селе Салаван Куйбышевской области (ныне Новочеремшанск Ульяновской области) в семье путевых рабочих. В начале войны отец был призван в трудовую армию на Урал, а мать, оставшись одна, стала путевым обходчиком на железной дороге. После войны семья переехала в город Чусовой. После окончания школы в 1957 году Курбатов работал столяром на производственном комбинате. В 1959 году был призван на службу во флот. Во время морской службы на Севере был радиотелеграфистом, типографским наборщиком, библиотекарем корабельной библиотеки.
В 1962 году приехал в Псков. Работал грузчиком на чулочной фабрике, потом корректором районной газеты «Ленинская искра», литературным сотрудником газеты «Молодой ленинец». Поступил на факультет киноведения ВГИКа, который окончил с отличием в 1972 году. С этого времени начал писать рецензии и статьи, вести литературную деятельность и участвовать в литературных мероприятиях.
В 1978 году принят в Союз писателей СССР. Академик Академии российской словесности (с 1997). Секретарь Союза писателей России (1994—1999), член правления Союза писателей России (с 1999). Член редколлегий журналов «Литературная учёба», «День и ночь», «Русская провинция», «Роман-газета», редсовета журнала «Роман-газета XXI век», общественного совета журнала «Москва».
С 2005 по 2021 год — член правления Псковского регионального отделения Союза писателей Российской Федерации — России.
Входил в жюри премии имени Аполлона Григорьева, Большое жюри премии «Национальный бестселлер» (2001, 2002). Был членом жюри премии «Ясная Поляна».
В марте 2014 года подписал обращение деятелей культуры Российской Федерации в поддержку политики президента России Владимира Путина на Украине и в Крыму.
Умер 6 марта 2021 года. Похоронен в Пскове на кладбище «Орлецы-2».

## Награды и премии
- Ежегодные премии «Литературного обозрения» (1979), «Литературной газеты» (1987), журналов «Смена», «Урал», «Наш Современник» (1992), «Дружба народов» (1998), еженедельника «Литературная Россия» (1997).
- Премия имени Л. Н. Толстого (2000).
- Медаль Пушкина (30 января 2003 года) — за многолетнюю плодотворную деятельность в области культуры и искусства[4].
- Международный конкурс «Литературной России» (2005)[5].
- Премия администрации Псковской области.
- Премия имени Павла Бажова (2007).
- Горьковская премия (2009).
- «Новая Пушкинская премия» (2010).
- Патриаршая литературная премия (2014)[6].
- Орден Дружбы (17 мая 2016 года) — за большие заслуги в развитии отечественной культуры и искусства, средств массовой информации и многолетнюю плодотворную деятельность[7].
- Государственная премия Российской Федерации в области литературы и искусства 2019 года (18 июня 2020 года) — за вклад в сохранение и развитие традиций русской литературы[8].

## О работе критиком
«Не знаю, почему, я всё время стеснялся, когда меня представляли „критиком“. Все казалось, что занят чем-то другим, менее прикладным и сиюминутным. Ну, а теперь перечитал эти несколько статей и вижу, что „диагноз“ был верен. Как все критики я не доверял слову, рождённому одним чувством, одной интуицией, и потому не был поэтом. Как все критики, я не доверял чистой мысли, жалея приносить ей в жертву сопротивляющееся сердце, и потому не был философом. Как все критики, я торопился договорить предложения до точки, не оставляя ничего на догадку и сердечное сотворчество читателей, и потому не был прозаиком…»

## Книги
Автор предисловий к собраниям сочинений В. Астафьева, В. Распутина, к сочинениям Ю. Нагибина, Б. Окуджавы, В. Личутина, К. Воробьёва, Ал. Алтаева. Подготовил публикацию дневников и писем Ивана Афанасьевича Васильева.
Автор следующих книг:
- Виктор Астафьев: Литературный портрет. — Новосибирск: Западно-Сибирское кн. изд-во, 1977.
- Агин А. А. — М.: Художник РСФСР, 1979.
- Миг и вечность: Размышления о творчестве В. Астафьева. — Красноярск: Кн. изд-во, 1983.
- Михаил Пришвин: Жизнеописание идеи. — М.: Советский писатель,1986.
- Евгений Широков: Портрет на фоне портрета. — Пермь: Кн. изд-во, 1987.
- Хранители памяти. — М.: Роман-газета для юношества, 1992.
- Валентин Распутин: Личность и творчество. — М.: Советский писатель, 1992.
- Домовой: Семён Степанович Гейченко: письма и рассказы. — Псков: Курсив, 1996.
- Юрий Селиверстов: судьба мысли и мысль судьбы. — Псков: Отчина, 1998.
- Перед вечером, или Жизнь на полях. — Псков, 2003.
- Крест бесконечный (переписка с В. П. Астафьевым.) — Иркутск: «Издатель Сапронов», 2003.
- Уходящие острова (переписка с А. М. Борщаговским) — Иркутск: «Издатель Сапронов», 2005.
- Подорожник. — Иркутск: «Издатель Сапронов», 2006.
- Наше небесное Отечество. — Иркутск: «Издатель Сапронов», 2007.
- Долги наши. — Иркутск: «Издатель Сапронов», 2007.
- Нечаянный портрет. — Иркутск: «Издатель Сапронов», 2009.
- Турция. Записки русского путешественника. — Санкт-Петербург: Амфора, 2009
- Батюшки мои («Вниду в дом Твой»). — Псков: ГП Псковской области «Дом печати», 2013
- Пушкин на каждый день. — Псков: ГППО Псковская областная типография, 2014
- Дневник. — Москва: «Красный пароход», 2019.